# Ampolleta náutica

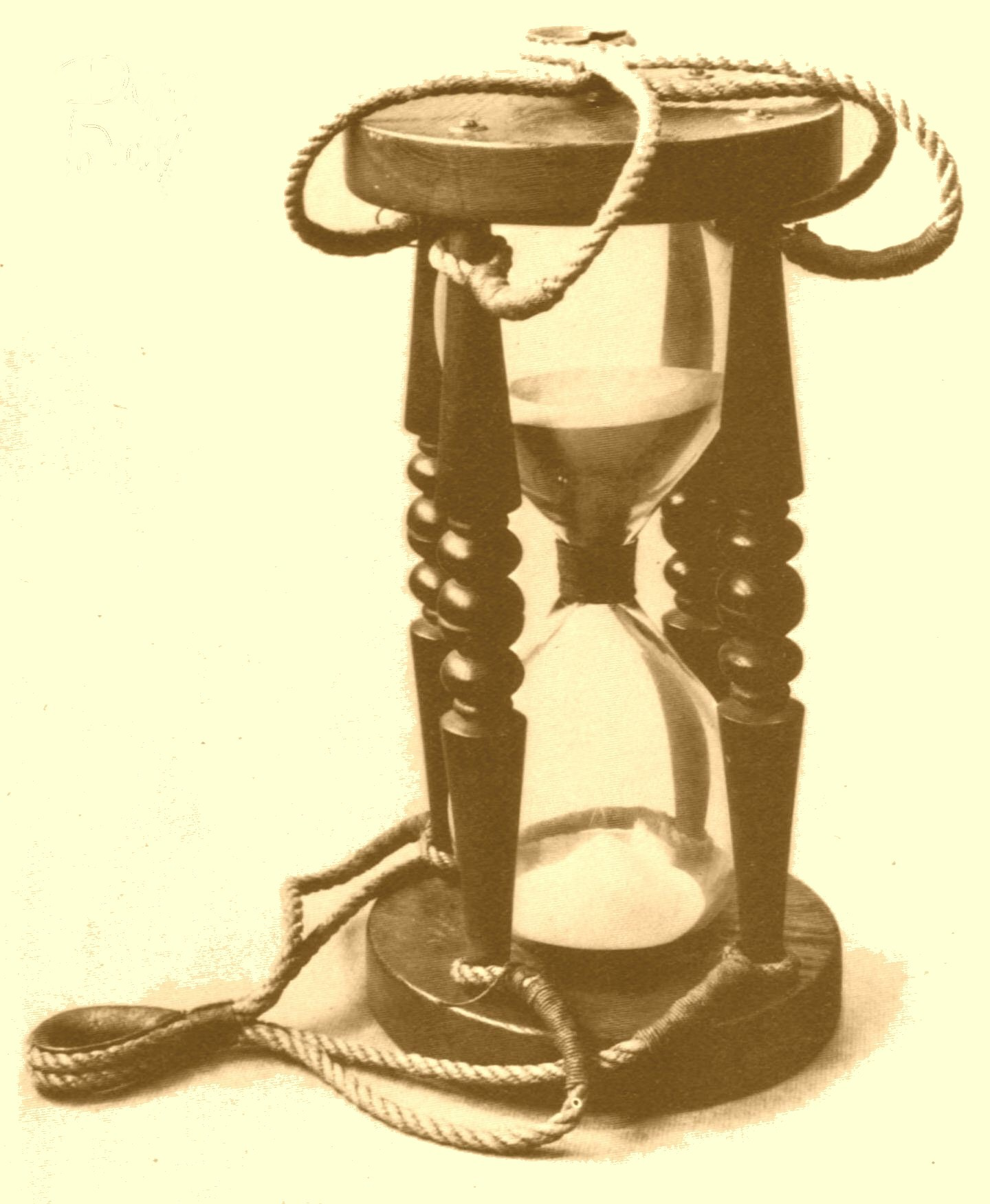
Ampolleta reversible en un soporte de cuatro columnas

Se llama ampolleta, en navegación marítima, al antiguo instrumento usado para medir (mejor dicho estimar) el tiempo. Normalmente se empleaba una ampolleta de 30 minutos. Se usaba también una más pequeña (de 28s. o 14s. de duración) junto con la corredera, para medir la velocidad del barco en nudos. Originalmente constaba de dos botellas de vidrio colocadas una sobre otra y conectadas por el extremo con un tubo. El progreso de soplado del vidrio permitió a partir de un momento dado hacerlo de una sola pieza. El bulbo lleno de arena o material similar (virutas finamente molidas de estaño o plomo) se colocaba en la parte superior y por efecto de la gravedad, la arena fluía lentamente y de manera constante hacia la mitad inferior. Una vez había fluido toda la arena a esta mitad inferior, se podía girar la ampolleta para medir otro período.
La ampolleta no era un elemento muy preciso para medir de forma fiable el paso del tiempo, había varios factores que podían afectar la duración del flujo de arena: la humedad dentro de la ampolleta, la homogeneidad en la finura de la arena, el diámetro interior del tubo de interconexión desgastado por el flujo de arena, la posición más o menos horizontal, el efecto de los movimientos de aceleración o desaceleración del barco, todos ellos podían influir en el flujo de la arena, y por lo tanto en el tiempo medido.

## Historia

### Antigüedad

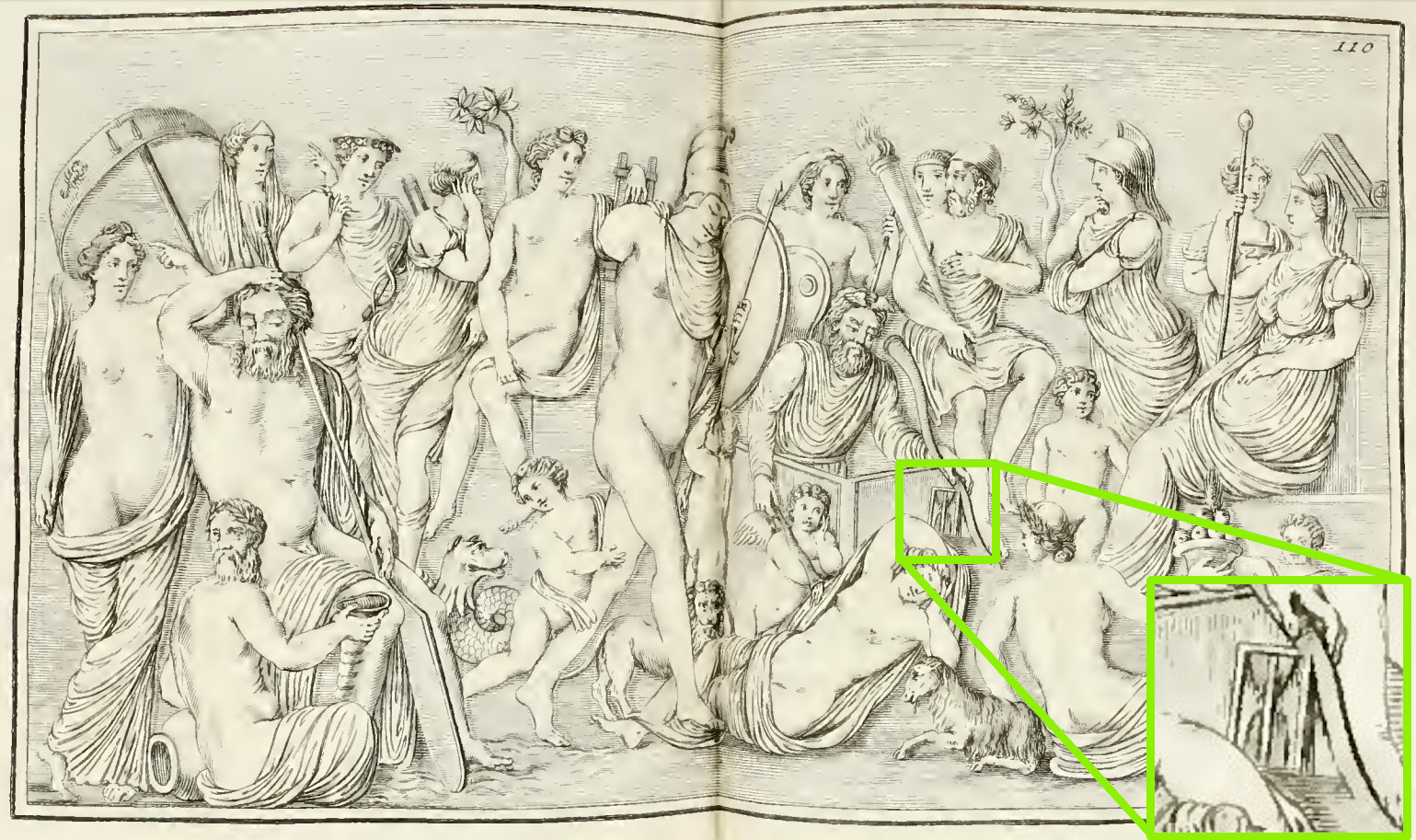
Sarcófago (350 d. C.), que representa la boda de Peleus y Tetis (ampliación con el reloj de arena en manos de Morfeo)

Al contrario que su predecesor, la clepsidra o reloj de agua, El origen del reloj de arena no está claro, se cree que su invención pudo tener lugar en el antiguo Egipto.
- Según el Instituto Americano de Nueva York, la clepsammia o reloj de arena fue inventada en Alejandría alrededor del 150 a. C.[4]
- Según el  Diario de la Asociación Británica de Arqueología  las llamadas clepsammias estaban en uso antes de la época de San Jerónimo (335 d. C.), a quien se suele representar con una calavera y una clepsamia, entre otros símbolos.[5]
- La representación más antigua de un reloj de arena conservada hasta nuestros días se encuentra en un sarcófago de fecha 350 d. C., en sus paredes hay un bajorrelieve que representa la boda de Peleus y Tetis. Fue descubierto en Roma en el siglo XVIII, y estudiado por Wincklemann en el siglo XIX, quien comentó que había un reloj de arena en las manos de Morfeo.[6][7]

### Edad Media

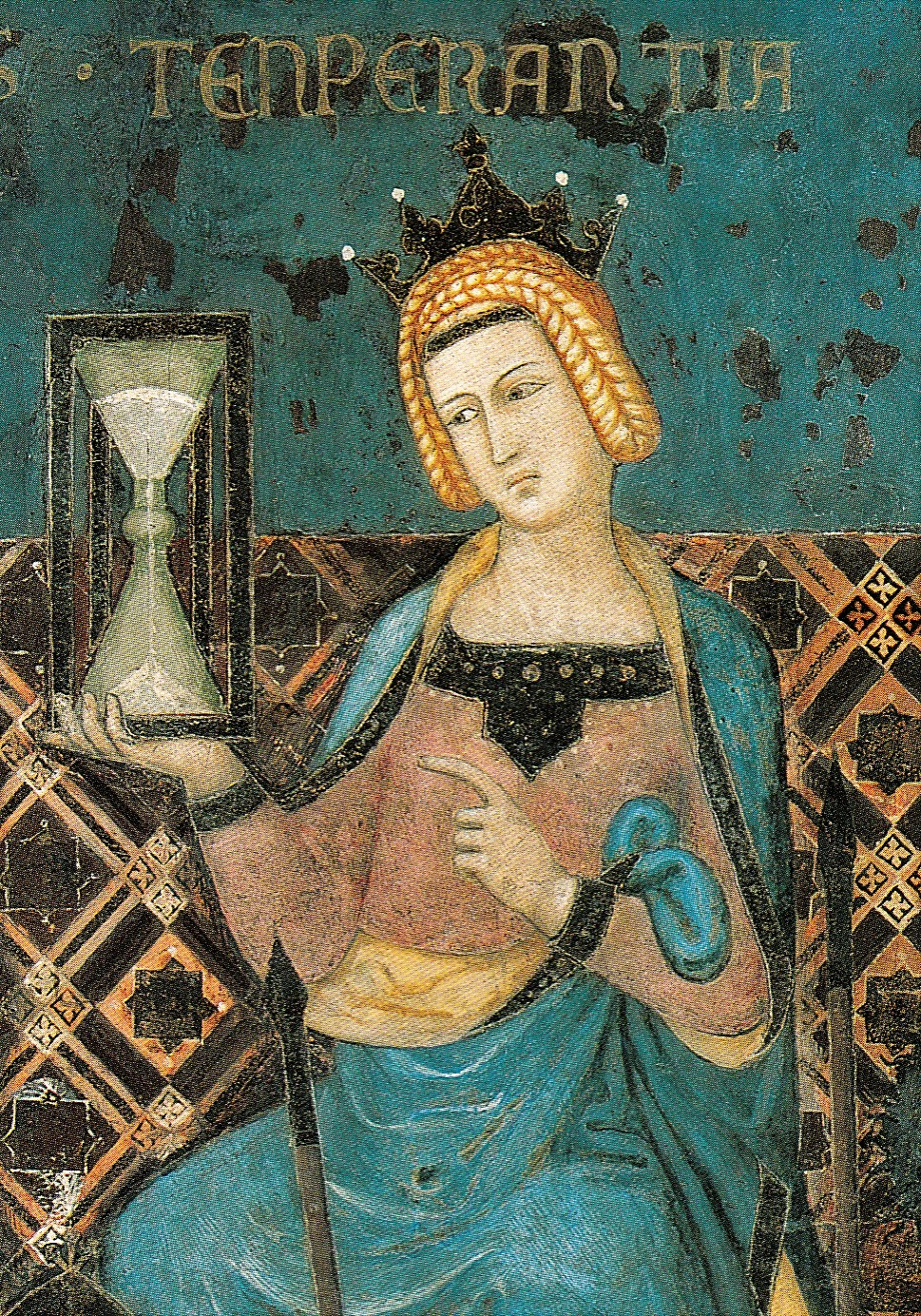
Templanza con un reloj de arena; Alegoría del Buen Gobierno 'detalle de Lorenzetti ", 1338

Desde la época romana desaparece por completo de los registros históricos hasta que se vuelve a introducir en la Europa medieval.
Hacia el siglo octavo hay una mención por parte de un monje llamado Liutprando, que sirvió en la catedral de Chartres, Francia. Pero no fue sino hasta el siglo 14 en que él se empieza a ver comúnmente, la imagen más antigua puede ser una representación en el 1338 fresco  Alegoría del Buen Gobierno  de Ambrogio Lorenzetti.
El uso de los ampolleta se ha registrado desde el siglo 14; Los registros escritos acerca de él eran en su mayoría de los cuadernos de bitácora de los barcos europeos. Los registros escritos de la misma época mencionan la ampolleta, y que aparece en las listas de provisiones de a bordo. Un registro temprano es un recibo de venta de Thomas de Stetesham, secretario de la nave Inglesa "La George ", en 1345:

"The same Thomas accounts to have paid at Lescluse, in Flanders, for twelve glass horologes (" pro xii. orlogiis vitreis "), price of each 4½ gross', in sterling 9s. Item, For four horologes of the same sort (" de eadem secta "), bought there, price of each five gross', making in sterling 3s. 4d."

La segunda referencia se encuentra en un extenso inventario de las cosas propiedad de Carlos V de Francia que estaban en su poder en el momento de su muerte el 16 de septiembre de 1380. Hay un artículo que es un reloj de arena del estudio del rey en su castillo de Saint Germain en Laye, que se describe de la siguiente manera:

Item ung grant orloge de mer, de deux grans fiolles plains de sablon, en ung grant estuy de boys garny d'archal.

[Artículo un reloj de mar grande, con dos grandes ampollas llenas de arena, en una gran caja de madera guarnecida con latón.]

Aunque Juan el Cazador le regaló el Atlas Catalán en 1375, este "orloge de mer" o "heures de naviguer" le fue enviado como un regalo, a través de Yolanda de Aragón, cuando todavía era sólo un príncipe (siendo, por lo tanto, antes de 1356 cuando tomó el lugar de su padre en prisión). En el envío Juan le pide a su hija un manuscrito de Juan de Mandeville, "para traducirlo a la lengua aragonesa". Este punto es primordial para saber la lengua del libro original pedido, ya que no le dice "para traducirlo a la lengua catalana" que era en la que estaba escrita la carta, por lotanto indica que estaba escrito en  la lengua vehicular entre Juan el Cazador y su hija Yolanda.

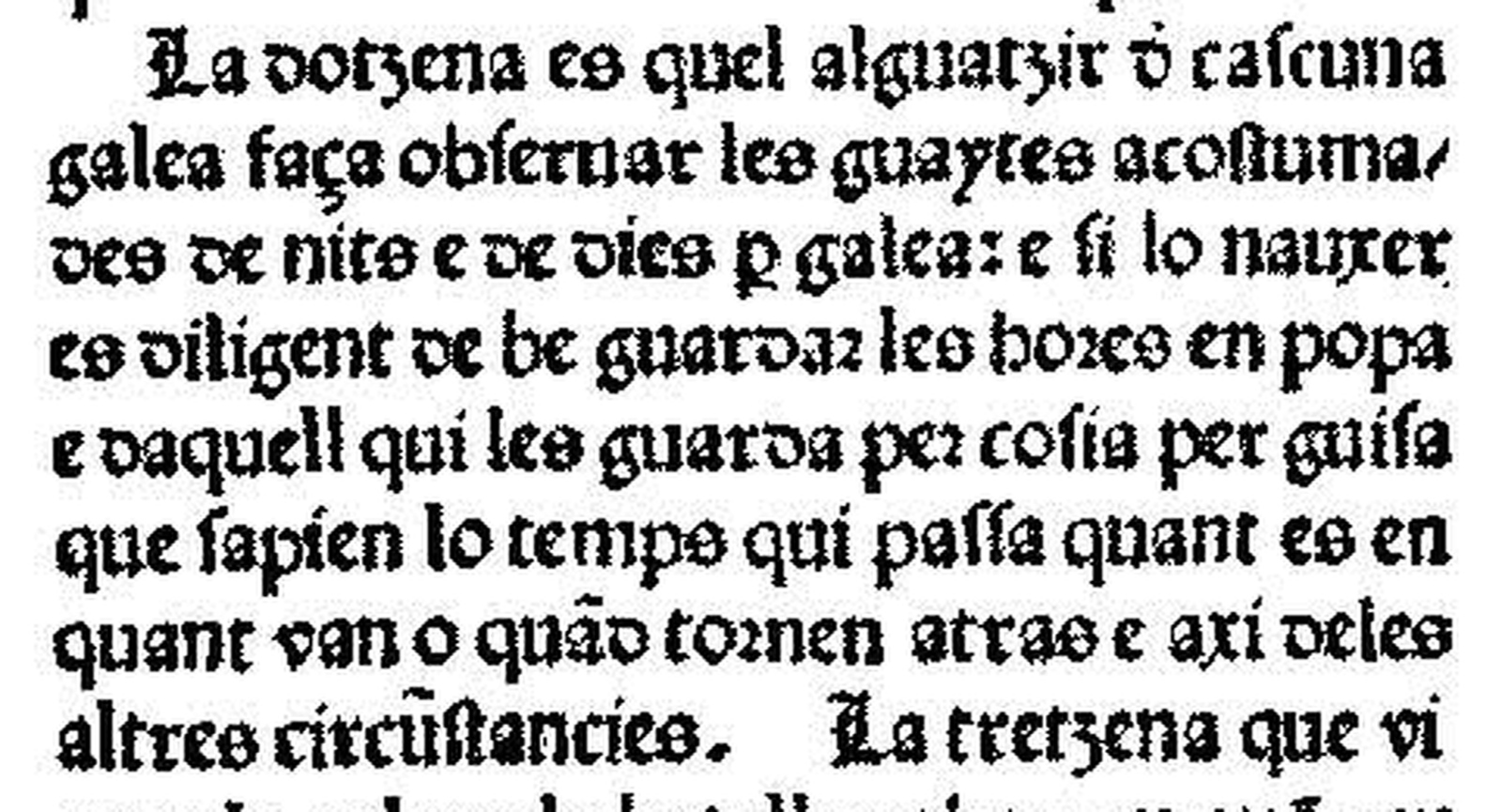
Dotzè del Crestià (Valencia-1484)

Lo más interesante de la segunda referencia, la de Carlos V de Francia, es que un reloj de arena común se define como "ung grant orloge de mer" o "un gran reloj de mar ", esto junto con el hecho de que la primera explicación de su uso en el mar aparece en el trabajo de Francesc Eiximenis "lo dotzé del Crestià" y que se lo dio como regalo su tía Yolanda de Aragón, sugiere que, en este periodo, la importancia de un reloj de arena estaba comúnmente relacionada con su uso en el mar y su demanda de fabricación pudo haberse originado a partir de las necesidades de navegación de la marina de guerra catalana, un poder marítimo del momento en el Mediterráneo.
- Francesc Eiximenis en el "Dotzé del Crestià" hablaba de la guerra naval y de la disciplina y orden que cal observar en las galeras. En cuanto a la medida del tiempo escribió lo siguiente:[18]

La dotzena és quel alguatzir de cascuna galea faça observar les guaytes acostumades de nits e de dies. E si lo nauxer és diligent deu bé guardar les hores en popa e daquell qui les guarda per cosia. Per guisa que sapìen lo temps qui passa quan és en quan van o quan tornen atràs e així de les altres circumstàncies.
Dotzé del Crestià; cap CCCXXXVI

- Un tratado posterior, el manuscrito francés Stolonomie de los años 1547-1550, dice que cada galera debe llevar: “...Quatres ampoulletes à sablon pour mespartir les gardes à heures...”. Una frase muy similar a la catalana de Eiximenis.[19]

## Importancia de la ampolleta en la navegación

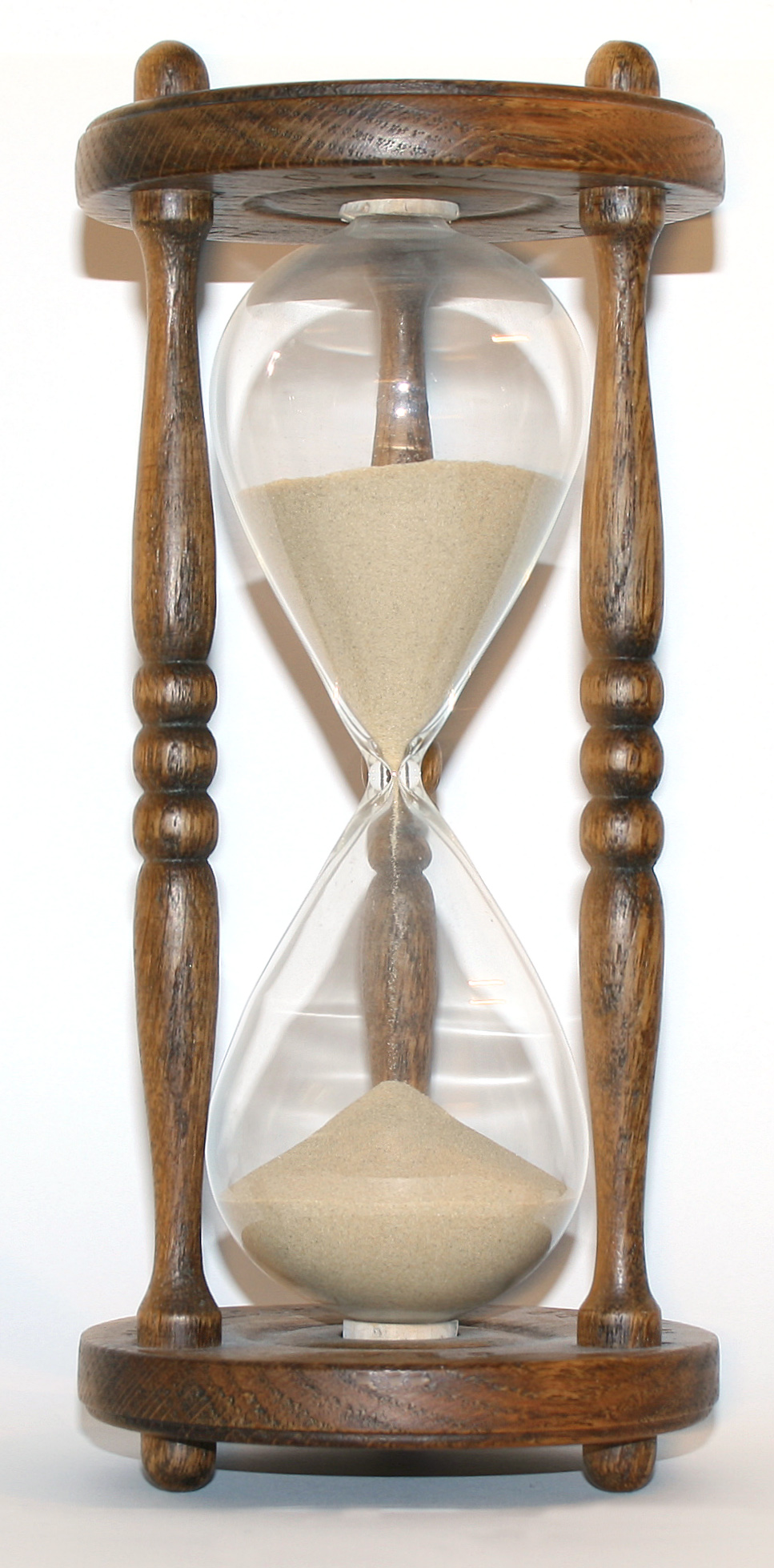
Ampolleta en un soporte de tres columnas.

Las ampolletas eran muy populares en los buques, ya que eran la medición de tiempo más fiable en el mar. A diferencia de la clepsidra, el movimiento de la nave durante la navegación no afecta a la ampolleta. El hecho de que la ampolleta utiliza materiales granulares en lugar de líquidos permitía mediciones más precisas, ya que el agua de la clepsidra era propensa a condensarse en su interior durante los cambios de temperatura. Los marinos encontraron que la ampolleta era capaz de ayudarles a determinar la distancia navegada por estima incluso la longitud, (en grados al este o al oeste a partir de cierto punto), con una precisión razonable.
En la navegación de larga distancia a través del océano abierto, la ampolleta para medir lapsos de tiempo era un instrumento tan importante como la brújula para conocer la dirección. Llevaba la cantidad de arena adecuada para medir un lapso de media hora, a cada vaciado de toda la arena se le llamaba una ampolleta y ocho ampolletas (cuatro horas), definían una guardia. La brújula y la ampolleta junto con el registro en el diario de a bordo, de la velocidad medida con la corredera, permitía al navegante trazar la posición de su barco sobre una carta de navegar. Multiplicando la velocidad por el tiempo que se había mantenido el rumbo, daba la distancia navegada, y la brújula mostraba la dirección del rumbo a que se navegaba. Este es el método simple que se llama navegación por estima (abreviatura de cálculo estimado).
Para poderlo anotar con precisión, salvo en una emergencia, los cambios de rumbo (cambio de bordo en ceñida, orzada, caída navegando al través o trasluchada yendo con el viento de popa), se hacían en el momento de completar una ampolleta, así el piloto podía calcular con más precisión la distancia navegada en ese rumbo.
Hasta principios del siglo XIX, en que se pudo navegar con las distancias lunares, la navegación por estima, contrastada de vez en cuando con la medida de la latitud con el cuadrante (bastón de Jacob, astrolabio, octante) fue el único sistema al alcance de los navegantes para navegar el globo, de ahí que la ampolleta fuera tan importante para los navegantes, aunque en tierra firme para saber la hora, ya hacía más de cuatrocientos años que se usaban relojes mecánicos (aparte de los de sol y las clepsidras).
No fue sino hasta el siglo 18 que los hermanos Harrison, John y James, llegaron a construir un cronómetro marino que mejoraba significativamente la precisión de la ampolleta. Tomando en su cuarto prototipo elementos de diseño del reloj de bolsillo, llegaron a fabricar un cronómetro marino capaz de medir el tiempo con suficiente precisión ganando el premio ofrecido por el Board of longitudes. En su segundo prototipo calcularon el viaje desde Inglaterra a Jamaica, con sólo un error de cálculo de cinco segundos en 1761.

## Ampolleta de timonel
Se utilizó en los barcos para medir períodos de media hora. El timonel era el encargado de darle la vuelta. Comenzaba con el sol de mediodía, haciendo un toque de campana, al cabo de media hora dos toques, y así sucesivamente. Pero si un marinero quería acortar su guardia, sólo tenía que girar la ampolleta antes de que estuviera completamente vacía.
En la preparación del viaje alrededor del mundo, Fernando de Magallanes consiguió 18 ampolletas para su flota, junto con la encomienda de Carlos V, otorgada en Barcelona, para hallar la ruta occidental del Maluco. Hacer girar los ampolletas era el trabajo de un sirviente del barco, para poder registrar el tiempo de navegación de la nave en cada rumbo, para el cálculo por estima. Mediodía era la hora de referencia para la navegación, que no dependen del cristal, como el sol estaría en su cenit. Más de un ampolleta a veces se fija en un marco, con diferentes cantidades de tiempo, por ejemplo, 1 hora, 45 minutos, 30 minutos y 15 minutos.

## Ampolleta de corredera

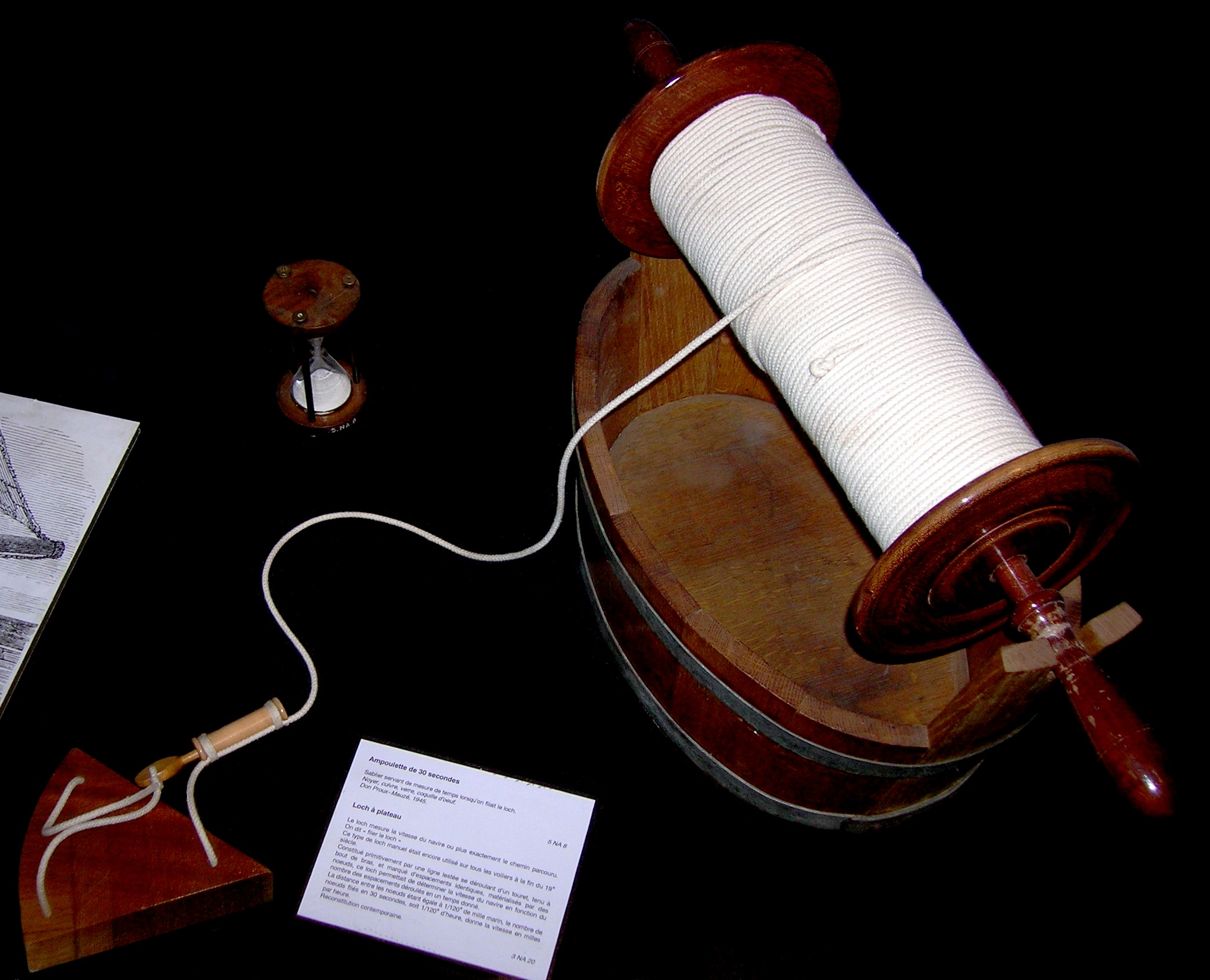
Ampolleta de corredera en el centro

A partir del siglo XVI se utilizó una ampolleta más pequeña (de 30s. de duración) junto con la corredera, que tenía un cabo enrollado con unos nudos que estaban separados 1/120 de milla, y como 30 segundos es 1/120 de hora, se podía establecer fácilmente la velocidad a la hora en millas por hora. Para medir la velocidad (en nudos) del buque en relación con el agua. El procedimiento era como sigue:
Un marinero manejaba la corredera y otro la ampolleta. El de la corredera la tiraba por la popa y dejaba correr la primera parte para que se estabilizara en el agua. El marinero iba dejando correr el cordel de la corredera dejándolo pasar libremente por su mano y al escuchar el primer nudo cantaba "marca!". Al momento el de la ampolleta la invertía y el tiempo empezaba a correr mientras el del cordel iba contando los nudos según iban pasando dejando el turno al de la ampolleta para cantar "marca!" a su vez, en el momento que había vaciado toda la arena, entonces el del cordel lo asía fuertemente, medía la fracción entre nudos que había pasado con el último marca! y cantaba (p.ej.): "cinco nudos y cuarto!"

## Expresiones relacionadas
- Moler la ampolleta. Pasar la arena de uno a otro vaso
- Parar la ampolleta: dejar de cambiarla alas once y media de la mañana, para hacerlo en el instante del paso del sol por el meridiano y tener así la hora arreglada.
- Robar la ampolleta. Cambiarla antes de pasar toda la arena. Algunas veces lo hacían los timoneles o pajes con el fin de acortar su guardia.
- Hablar por ampolletas. Hablar cada uno al tocarle el turno y no todos a un tiempo.
- Tener buena ampolleta. Fig. se dice de la persona muy habladora.